# Strasbourgs spårväg
Strasbourg återinförde spårvägstrafik 1994. Ett äldre spårvägssystem fanns tidigare i staden mellan 1878 och 1960. 
Systemet omfattar år 2020 sammanlagt 6 linjer, som istället för numrering eller egennamn är bokstaverade, från A till F. Linje D fortsätter över Rhen in i Tyskland till grannstaden Kehl i förbundslandet Baden-Württemberg som är belägen på andra sidan floden.
Banlängden uppgår till 49,8 km och det finns totalt 86 hållplatser. 

## Bakgrund

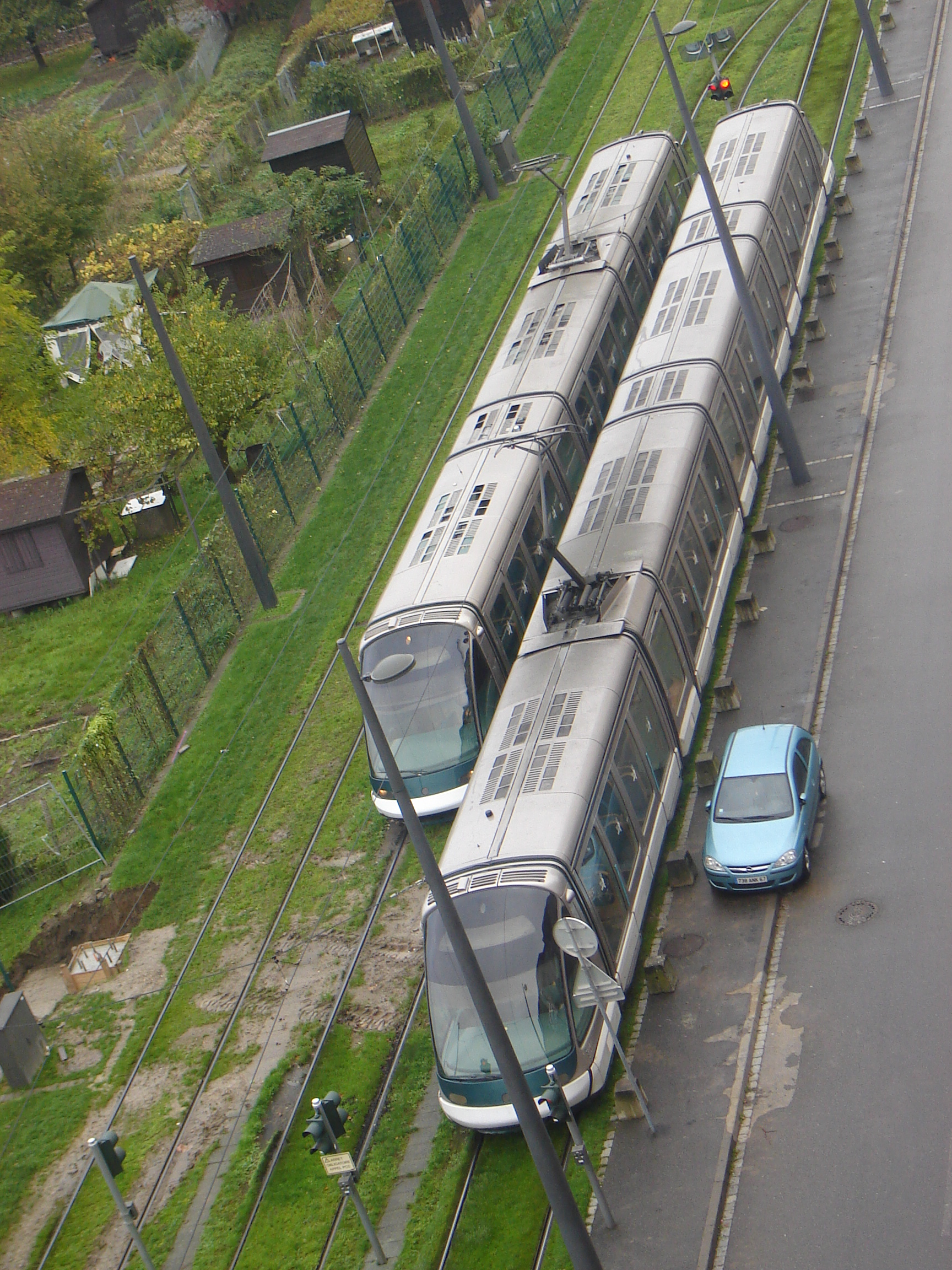
Eurotram i kortversion (33 m) och långversion (43 m). Kortversionen har varit i trafiksedan invigningen 1994.

Under det sena 1980-talet stod valet för stadens styrande mellan en spårväg eller en automatbana av typ VAL. Det enda som numera påminner om det projekterade VAL-projektet är tunnelsträckan från innerstaden som passerar centralstationen (med en underjordisk hållplats) och vidare under bangården till de nordvästra förorterna.
Ett av de uttalade målen med valet av spårväg har varit att minska biltrafiken i stadens centrala delar. Spårvägen går på reserverat utrymme för spårvagnar nästan överallt och stora ytor har gjorts om till gågator. Längs med linjen har flera parkeringshus byggts för att uppmuntra till kollektivtrafikresande då parkeringsbiljetter där även fungerar som biljett på spårvägen.

## Vagnpark
Vagnparken består av sammanlagt 103 multiledade spårvagnar av låggolvstyp. Samtliga spårvagnar är tvåriktningsvagnar med dörrar på båda sidor. 
- Den äldsta vagntypen heter Eurotram och tillverkades av ABB i Storbritannien i 40 exemplar. De första 26 vagnarna levererades mellan 1994 och 1995. En senare beställning på 14 vagnar levererades mellan 1998 och 2000. 23 stycken av vagnarna är 33 meter långa och 17 är i ett 43-metersutförande. Spårvagnar av samma modell finns även i Milano samt i Porto. Av kostnadsskäl valdes Eurotram bort för nästa beställning.
- Därefter kommer Citadis 403 och tillverkades av Alstom i 41 exemplar och levererades mellan 2005 och 2007. Samtliga av dessa är i 45 metersutförande. Citadis är en vanligt förekommande spårvagnsmodell i Frankrike liksom i resten av världen.
- Nästa generation heter Citadis 403 NG, finns i 22 exemplar och levererades mellan 2016 och 2018. Dessa är 45,5 meter långa.

## Linjenät
Den nord-sydliga linje A var den första linjen som invigdes 1994. Flera förlängningar och utbyggnader har ägt rum därefter. 
Sedan 2017 går spårvägen över Rhen och tyska gränsen till Kehl.
| Linje | Linjesträckning | Längd (i km) | Hållplatser | Öppnad              |
| ----- | --- | ------------ | ----------- | ------------------- |
| A     | Parc des Sports – Dante – Rotonde – Gare Centrale – Ancienne Synagogue–Les Halles – Homme de Fer – Langstross–Grand’Rue – Étoile Bourse – Krimmeri Stade de la Meinau – Baggersee – Colonne – Leclerc – Campus d’Illkirch – Illkirch Lixenbuhl – Parc Malraux – Cours de l'Illiade – Graffenstaden                                                  | 14,7         | 27          | 1994 2013 2016      |
| B     | Hœnheim Gare – Pont Phario – Wacken – République – Homme de Fer – Alt Winmärik – Montagne Verte – Elsau – Ostwald Hôtel de Ville – Lingolsheim Alouettes – Lingolsheim Tiergaertel | 14,8         | 27          | 2000 2008           |
| C     | Gare Centrale – Homme de Fer – République – Université – Observatoire – Landsberg – Kibitzenau – Neuhof Rodolphe Reuss | 8,1          | 17          | 2000 2007 2010      |
| D     | Poteries – Marcel Rudloff – Paul Éluard - Dante – Hôpital de Hautepierre – Ducs d’Alsace – Saint-Florent – Rotonde – Gare Centrale – Ancienne Synagogue–Les Halles – Homme de Fer – Langstross–Grand’Rue – Étoile Bourse – Étoile Polygone – Landsberg – Aristide Briand – Citadelle -Port du Rhin – Kehl Bahnhof – Hochschule/Läger – Kehl Rathaus | 12,6         | 21          | 1998 2013 2017 2018 |
| E     | Robertsau L’Escale – Mélanie – Jardiniers – Robertsau Boecklin – Droits de l'Homme – Parlement Européen – Wacken – République – Université – Observatoire – Landsberg – Étoile Polygone – Krimmeri Stade de la Meinau – Baggersee – Colonne – Leclerc – Campus d’Illkirch                                                                           | 13,6         | 26          | 2007 2019           |
| F     | Place d’Islande – Observatoire – Université – République – Homme de Fer – Alt Winmärik – Faubourg National – Porte Blanche – Parc des Romains – Comtes | 7,32         | 16          | 2010 2020           |

## Referenser

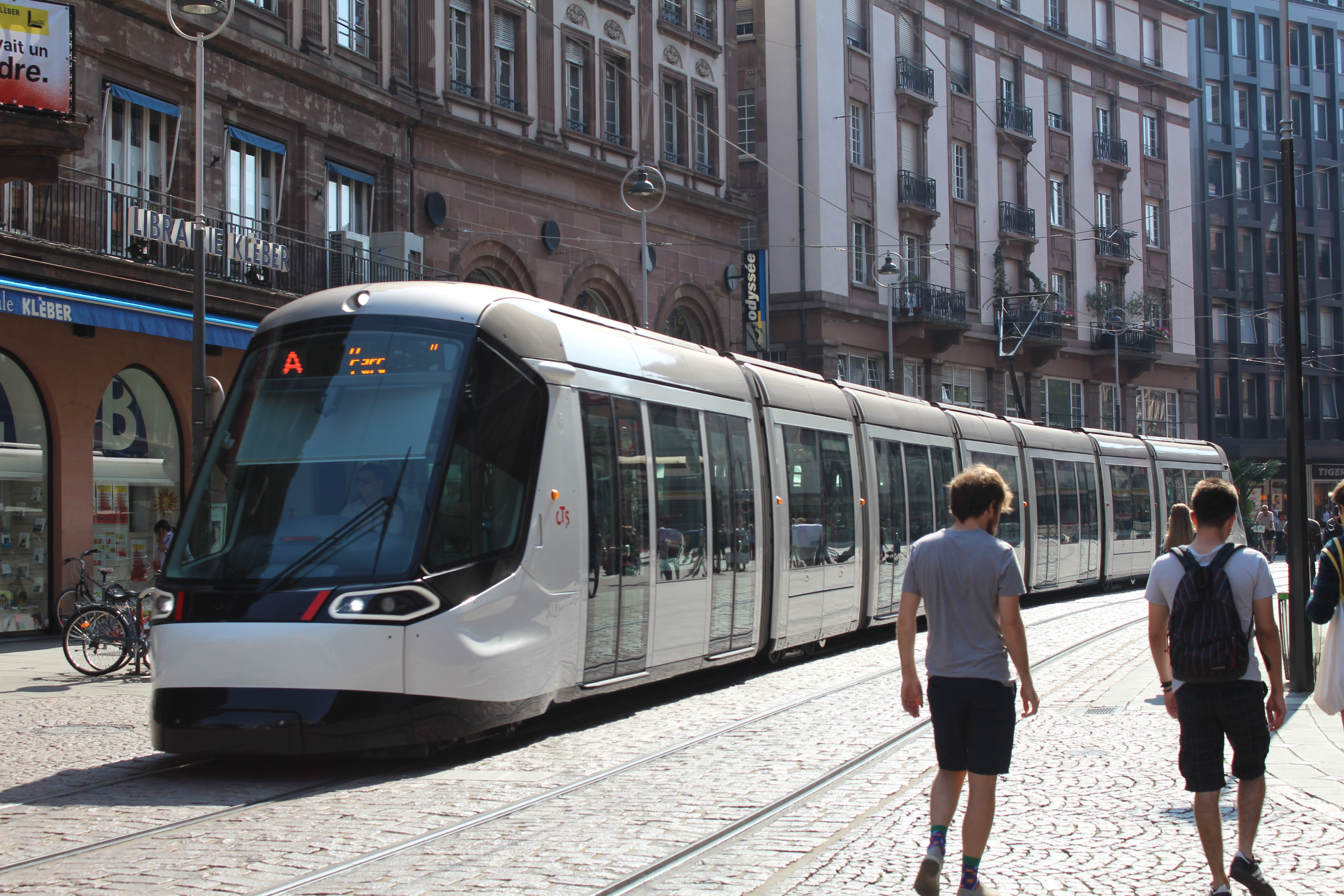
Alstom Citadis av den andra generationen (NG) i Strasbourg.